# Upjers

Altes Logo

Die upjers GmbH (ehemals UpSim GmbH & Co. KG) ist ein im Sommer 2006 in Memmelsdorf bei Bamberg gegründetes Browserspiel-Unternehmen, es wurde im August 2014 zur upjers GmbH umfirmiert. Heute sitzt das Unternehmen mit rund 110 Mitarbeitern in Bamberg. Bisher hat das Unternehmen 30 Spiele veröffentlicht (einige wurden aber wieder eingestellt). Weltweit wurden 100 Millionen Spieler in 23 Ländern vom Unternehmen gezählt.

## Geschichte
Das Unternehmen wurde im Sommer 2006 von Klaus Schmitt gegründet. Bereits vor Gründung des Unternehmens hat Schmitt unter dem Namen „nasenprinz funworx“ in seiner Freizeit die Browserspiele kapitalism, Rumble Race, Xenyoo und später Kapiland zusammen mit seiner Frau Marika Schmitt entwickelt.
Im Januar 2009 zog das Unternehmen von Memmelsdorf in neue Räumlichkeiten in Bamberg, um dem ständig steigenden Personalbedarf Platz zu bieten. Im Januar 2010 wurde die Bürofläche erneut verdoppelt und bietet derzeit etwa 120 Mitarbeitern einen Arbeitsplatz.
Die Spiele von Upjers sind sehr unterschiedlich. Es gibt Simulationen wie Wurzelimperium und My Free Farm. Dann aber auch Spiele, in denen man Kämpfe führen kann/muss wie Koyotl und Caribic Islands. Seit einigen Jahren gibt es auch Sportsimulationsspiele wie 11 Legends und Jumpshot Legends, aber auch Apps für Android und iOS.
Inzwischen ist Upjers nicht nur Entwickler, sondern auch Publisher.

## Kosten
Wie andere übliche Browserspiele können diese Browserspiele auch ohne Geldeinsatz gespielt werden, jedoch ist der Umfang dann deutlich begrenzt. Anzumerken ist noch, dass immer vom kostenlosen Spiel gesprochen wird, man aber meistens einige Spielmöglichkeiten nur mit Geld kaufen kann. Insbesondere Kinder und Jugendliche kaufen sich an der Tankstelle oder anderen Verkaufsstellen Paysafecards.

## Browserspiele

### Aktuell
- Oktober 2016: My Free Circus (Browser-Version)
- April 2016: Star Torpia
- Dezember 2015: Harbor World
- Oktober 2015: Wauis – The Pet Shop Game
- Mai 2015: Battle of Beasts
- Februar 2015: My Sunny Resort
- März 2014: Undermaster
- Februar 2014: Uptasia
- November 2013: Future Torpia[8]
- Juli 2013: My Little Farmies[9]
- Juli 2013: Jumpshot Legends[10]
- Juli 2013: Brave Little Beasties[11]
- Mai 2013: UpjersQuiz[12]
- März 2013: Kapifari[13]
- Dezember 2012: KapiFarm[14]
- August 2012: Garbage Garage[15]
- Mai 2012: Secret Relict[16]
- Februar 2012: My Free Zoo[17]
- Oktober 2011: Upologus[18]
- Juni 2011: Free Aqua Zoo[19]
- April 2011: Funny Pizza[20]
- Juni 2010: 11 Legends
- Torpia
- Nov 2010: Kapiworld[21]
- Mai 2010: Kapi Hospital[22]
- Oktober 2009: My Free Farm
- Februar 2008: Wurzelimperium
- Kapi Regnum
- Kapiland

### Offline
- Juli 2013: My Café Katzenberger[23]
- Juni 2013: Arcard MallGame[24]
- April 2013: Floristikus[25]
- Februar 2013: My Free Pirate[26]
- Januar 2013: My Fantastic Park (offline seit 13.02.2023)[27]
- September 2012: DracoGame (offline seit 8. Mai 2018)[28]
- April 2011: Koyotl[29]
- Februar 2011: Cubicos Tale[30]
- Januar 2010: Freaksoccer
- Mai 2010: UPChamps
- KapiBados
- Rumble Race Downtown
- Xenyoo DW
- UpDinner
- Wauies
- Caribic Islands
- Xenyoo
- Rumblerace
- Juni 2003: Kapitalism 2
- Kapitalism

## Mobile Games

### Aktuell
- bald verfügbar: Idle Gaming Industry[31]; Kapi Hospital Tower 2[32]
- Mai 2022: Wurzelimperium 2[33]
- April 2020: Berlin Mystery: Text Adventure
- Februar 2020: Bubble Animals: Puzzle Pop
- Januar 2020: Idle Kingdom Clashes
- Dezember 2019: Solitaire Family World
- Juni 2018: Cat Safari 2
- Mai 2018: Deep Space Banana
- Mai 2018: Idle Kingdom Builder
- Mai 2018: Yummy Island
- April 2018: Zoo 2: Animal Park
- November 2017: League of Pirates
- September 2017: upjers Wonderland
- Juli 2017: Fortress Clicker
- Mai 2017: Horse Farm
- Januar 2017: Stonies
- November 2016: My Little Farmies (Mobilversion)
- April 2015: My Free Zoo (Mobilversion)
- Februar 2015: My Free Farm 2

### Offline
- Juli 2017: Fight Die Repeat
- November 2016: Space Bash
- August 2016: upjers Quiz
- Juli 2016: Meteor Battle
- Juni 2016: My Free Circus (Mobilversion)
- April 2016: Cat Safari
- September 2015: Upjers Casino
- Dezember 2014: Uptasia
- Dezember 2014: Save the Dragons
- September 2013: My Café Katzenberger (Mobilversion)